# Воша оленяча
Воша оленяча (Solenopotes tarandi) — вид вошей з родини безоких вошей (Linognathidae). Паразитує на північних оленях (Rangifer tarandus). Трапляється в Арктиці та на півночі Голарктики.

## Характеристика
Комахи сильно сплощені дорсовентрально. Самиця відкладає яйця, які називаються гнидами, які прикріплюються до основи волоса спеціальним «цементом». Індивідуальний розвиток триває близько 14 днів після вилуплення з яйця. Паразитує на волосистій шкірі, переважно на черевній стінці, голові, шиї та біля основи хвоста. Якщо зараження сильне, воно може поширюватися на все тіло.